# Glenea galathea
Glenea galathea là một loài bọ cánh cứng trong họ Cerambycidae.